# Pristomerus mesopotamicus
Pristomerus mesopotamicus är en stekelart som beskrevs av Horstmann 1990. Pristomerus mesopotamicus ingår i släktet Pristomerus och familjen brokparasitsteklar. Inga underarter finns listade i Catalogue of Life.